# Australian Open 1979
L'Australian Open 1979 è stata la 68ª edizione dell'Australian Open e ultima prova stagionale dello Slam per il 1979. Si è disputato dal 24 dicembre 1979 al 2 gennaio 1980 sui campi in erba del Kooyong Stadium di Melbourne in Australia. Il doppio misto non si è disputato.

## Partecipanti uomini

### Teste di serie
| Nazionalità | Giocatore       | Ranking | Testa di serie |
| ----------- | --------------- | ------- | -------------- |
| Argentina   | Guillermo Vilas | 3       | 1              |
| Australia   | John Alexander  | 22      | 2              |
| Stati Uniti | Victor Amaya    | 37      | 3              |
| Stati Uniti | Hank Pfister    | 29      | 4              |
| Ungheria    | Balázs Taróczy  | 20      | 5              |
| Stati Uniti | John Sadri      | 84      | 6              |
| Stati Uniti | Tim Wilkison    | 54      | 7              |
| Austria     | Peter Feigl     | 45      | 8              |
| Australia   | Peter McNamara  | 65      | 9              |
| Australia   | Kim Warwick     | 41      | 10             |
| Stati Uniti | Peter Rennert   | 301     | 11             |
| Australia   | Geoff Masters   | 59      | 12             |
| Australia   | Phil Dent       | 87      | 13             |
| Australia   | Ross Case       | 86      | 14             |
| Australia   | Rod Frawley     | 142     | 15             |
| Australia   | Paul McNamee    | 120     | 16             |

### Altri partecipanti
I seguenti giocatori sono passati dalle qualificazioni:

- Syd Ball
- Alvin Gardiner
- Ulrich Marten
- Shlomo Glickstein
- Wayne Hampson
- John Trickey
- Ray Ruffels
- Phil Davies

## Risultati

### Singolare maschile
Guillermo Vilas ha battuto in finale  John Sadri con il punteggio di 7–6(4), 6–3, 6–2.

### Singolare femminile
Barbara Jordan ha battuto in finale  Sharon Walsh con il punteggio di 6–3, 6–3.

### Doppio maschile
Peter McNamara /  Paul McNamee hanno battuto in finale  Paul Kronk /  Cliff Letcher con il punteggio di 7–6, 6–2.

### Doppio femminile
Judy Chaloner /  Diane Evers hanno battuto in finale  Leanne Harrison /  Marcella Mesker con il punteggio di 6–2, 1–6, 6–0.

### Doppio misto
Il doppio misto non è stato disputato tra il 1970 e il 1985.